# Delia trispinosa
Delia trispinosa är en tvåvingeart som först beskrevs av Karl 1937.  Delia trispinosa ingår i släktet Delia och familjen blomsterflugor. Inga underarter finns listade i Catalogue of Life.